# Charles Gachet
Charles Alphonse H.J. Gachet (11 juillet 1911, Bazoges-en-Pareds - 13 novembre 1984, Montaigu) est un ecclésiastique français, membre des Fils de Marie Immaculée et premier évêque de Castries de 1957 à 1974

## Biographie
Charles Louis Alphonse Gachet est né dans une ferme de Bazoges-en-Pareds le 17 juillet 1911. Sa mère est la nièce du père Louis Tapon, prêtre de la congrégation des Fils de Marie Immaculée premier prêtre de la congrégation arrivé à Sainte-Lucie en 1878 à la demande d'Henri Rautureau, vicaire de l'Archidiocèse de Port-d'Espagne et constructeur de la future Basilique-cathédrale de l'Immaculée-Conception de Castries. Charles Gachet étudie d'abord au petit séminaire des Fils de Marie Immaculée à Chavagnes-en-Paillers, puis en 1929, il commence son noviciat à Mouilleron-en-Pareds. il est ordonné prêtre en 1936 dans la congrégation des Fils de Marie Immaculée. 
Il arrive à Sainte-Lucie le 27 novembre 1938 et passe douze ans comme vicaire de la paroisse de Castries, il y construit deux églises. Il se fait particulièrement remarquer pour son dévouement lors du grand incendie de Castries du 19 juin 1948. En juin 1950, il est nommé à la paroisse de Soufrière où il construit une nouvelle église et doit aider deux mille paroissiens devenus sans-abri à la suite d'un incendie .
En 1957, il est nommé évêque de Castries. Son épiscopat est marqué par l'érection de nombreuses paroisses sur l'île puisque de huit en 1957, elles passent à vingt-trois en 1974, il faut aussi construire de nombreuses écoles, presbytères et centres paroissiaux. Son activité lui vaut d'être nommé commandeur de l'ordre de l'Empire britannique en 1967. Il démissionne en 1974, quand le diocèse de Castries est érigé en archidiocèse. Il demande à ce qu'un Saint-Lucien soit nommé comme premier archevêque, le pape Paul VI nomme alors Patrick Webster, O.S.B. comme premier Archévêque de Castries.
Charles Gachet devient alors curé à Saint Joseph (en) à Trinité-et-Tobago, puis vicaire à San Fernando dans la même île, avant de rentrer en Vendée au début des années 1980. Il sert alors comme aumônier des Sœurs des Sacrés Cœurs de Jésus et de Marie à Mormaison. Il meurt dans un accident de voiture en 1984.
Une école de Castries, la Bishop Charles Gachet Primary School porte son nom.